# NGC 4889
NGC 4889 (Caldwell 35) est une très vaste galaxie elliptique située dans la constellation de la Chevelure de Bérénice. Sa vitesse par rapport au fond diffus cosmologique est de 6 715 ± 19 km/s, ce qui correspond à une distance de Hubble de 99,0 ± 4,9 Mpc (∼323 millions d'al). NGC 4889 a été découverte par l'astronome germano-britannique William Herschel en 1785. Cette galaxie a aussi été observée par l'astronome prussien Heinrich Louis d'Arrest le 22 avril 1865 et elle a été inscrite au New General Catalogue sous la cote NGC 4884.

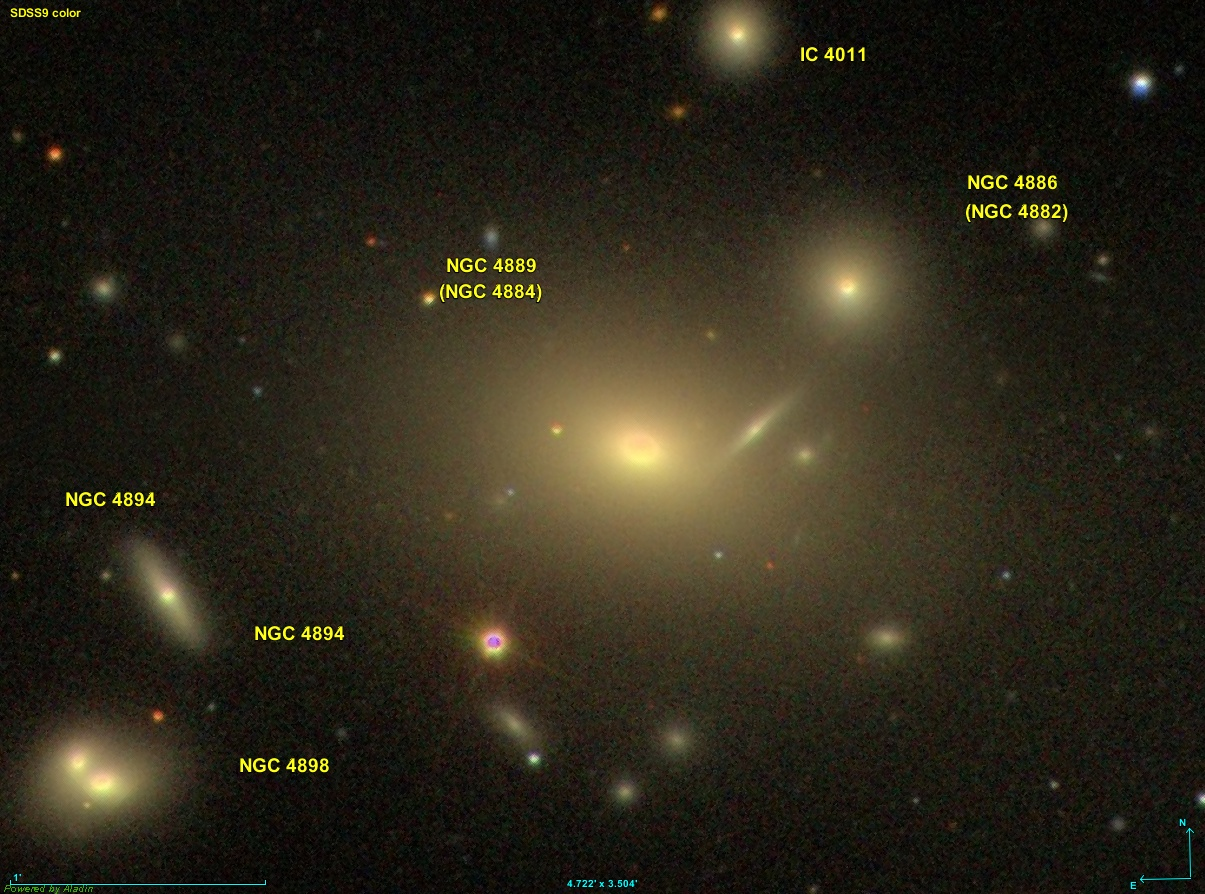
De nombreuses galaxies se trouvent dans la même région de la sphère céleste que NGC 4889, mais selon les sources consultées peu d'entre elles font partie d'un groupe de galaxies. Elles sont cependant à l'intérieur de l'amas de la Chevelure de Bérénice.

NGC 4889 a été utilisée par Gérard de Vaucouleurs comme une galaxie de type morphologique E+4 (gE) dans son atlas des galaxies,.
NGC 4889 est une galaxie à noyau passif (passive nucleus PAS).
À ce jour, 72 mesures non basées sur le décalage vers le rouge (redshift) donnent une distance de 97,179 ± 21,600 Mpc (∼317 millions d'al), ce qui est à l'intérieur des valeurs de la distance de Hubble.
La désignation DRCG 27-148 est utilisée par Wolfgang Steinicke pour indiquer que cette galaxie figure au catalogue des amas galactiques d'Alan Dressler. Les nombres 27 et 148 indiquent respectivement que c'est le 27e amas de la liste, soit Abell 1656 (l'amas de la Chevelure de Bérénice), et la 148e galaxie de cet amas. Cette même galaxie est aussi désignée par ABELL 1656:[D80] 148 par la base de données NASA/IPAC, ce qui est équivalent. Dressler indique que NGC 4889 est une galaxie elliptique de type E.

## Trou noir supermassif
Une équipe d’astronomes formée de Nicholas J. McConnell, Chung-Pei Ma, Karl Gebhardt, Shelley A.Wright, Jeremy D. Murphy, Tod R. Lauer, James R. Graham et Douglas O. Richstone a rapporté dans la revue Nature du mois de décembre 2011 la découverte de deux immenses trous noirs supermassifs dans deux galaxies elliptiques, NGC 3842 et NGC 4889. Celui de NGC 3842 aurait une masse de 9,7 x 109 {\displaystyle M_{\odot }} (masses solaires), le plus gros trou noir détecté à ce moment, et celui de NGC 4889 aurait une masse comparable ou même encore plus grande.

## Groupe de NGC 4889
NGC 4889 est la galaxie la plus brillante d'un groupe de galaxies qui porte son nom. Le groupe de NGC 4889 compte au moins 18 membres. Les autres galaxies du groupe sont NGC 4789, NGC 4807, NGC 4816, NGC 4819, NGC 4827, NGC 4839, NGC 4841, NGC 4848, NGC 4853, NGC 4874, NGC 4895, NGC 4911, NGC 4926, NGC 4944, NGC 4966, NGC 4841A et UGC 8017 (noté 1250+2839 dans l'article de Mahtessian pour CGCG 1250.4+2839).
Le groupe de NGC 4889 fait partie de l'Amas de la Chevelure de Bérénice.